# Manuele Blasi
Manuele Blasi (Civitavecchia, 17 de agosto de 1980) es un exfutbolista y entrenador italiano. Jugaba de mediocampista.

## Trayectoria

### Como jugador

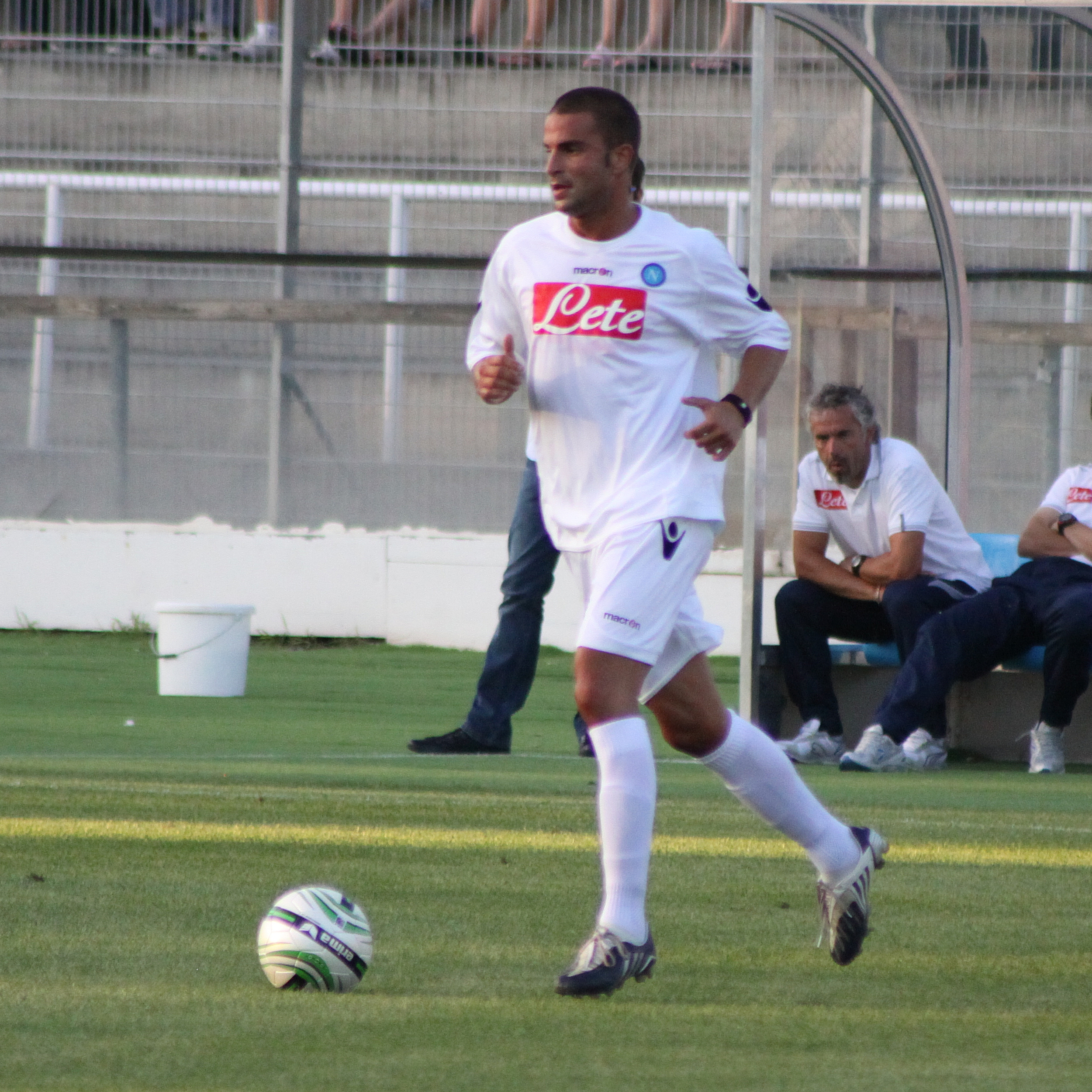
Blasi en un entrenamiento del Napoli, julio de 2009.

Formado en la cantera del Roma, pasó gran parte de la temporada 1998/99 de Serie B en el Lecce y luego regresó al conjunto giallorosso, donde estuvo cinco años. En el año 2000 por fin fue titular después de su cesión en el Perugia.
En 2002 fichó por la Juventus y fue cedido de nuevo al Perugia, donde jugó 31 partidos más. Sin embargo, la Juve decidió ejercer su opción de compra en verano. Ya en la temporada 2003/04, con dificultades para hacerse con un puesto titular en el primer equipo de la Juve, el jugador se marchó cedido al Parma.
En enero de 2004 la Federación Italiana de Fútbol le sancionó con seis meses después de dar positivo por nandrolona tras un partido contra el Perugia el 14 de septiembre. La sanción se redujo a cinco meses tras ser recurrida, y volvió a los terrenos de juego a finales de la temporada y a Turín en verano. En la temporada 2004/05 la sociedad formada entre Blasi y Emerson en el centro del campo encaminaron a la Juventus hacia su 28.º título en la Serie A. Aunque en los partidos importantes de final de temporada, Fabio Capello no contó con él tanto como al principio.
En la temporada 2006/07 fue cedido a la Fiorentina donde jugó 28 partidos y marcando apenas 1 gol. Luego de su paso por la Fiorentina volvía a la Juventus que regresaba a la Serie A tras el escándalo de Calciopoli, pero fue vendido al Napoli.
El 31 de agosto de 2009 fue cedido a préstamo al Palermo, donde juega 15 partidos. La temporada siguiente regresó al Napoli, jugando 5 partidos. El 1 de julio de 2011 firmó con el Parma. En el año 2012 volvió al Lecce y, en el 2013, fichó por el Varese de la Serie B.
En el 2015 se mudó a India para jugar en el Chennaiyin entrenado por su connacional Marco Materazzi, con el que ganó la Indian Super League 2015. Tras un breve paréntesis en Italia, con la camiseta del Ischia, volvió al Chennaiyin. Su último equipo fue el Compagnia Portuale Civitavecchia, un club amateur de la Eccellenza Lazio con sede en su ciudad natal.

### Como entrenador
Su primera experiencia de entrenador fue en el Compagnia Portuale Civitavecchia, precisamente el club donde se había retirado. Posteriormente entrenó al Ħamrun Spartans maltés, sustituyendo a Giovanni Tedesco, su excompañero en el Palermo, siendo cesado en febrero de 2020. En agosto del mismo año firmó con el Ayia Napa chipriota. En julio de 2021 fue contratado por el Apolonia Fier albanés

## Selección nacional
Su debut en la selección italiana fue el 18 de agosto de 2004 ante Islandia (0-2 para los italianos). Blasi suma 8 participaciones en la selección mayor y fue destacado en la selección sub-21.

## Clubes

### Como jugador
| Club                             | País   | Año       |
| -------------------------------- | ------ | --------- |
| A. S. Roma                       | Italia | 1996-1998 |
| U. S. Lecce (cedido)             | Italia | 1998-1999 |
| A. S. Roma                       | Italia | 1999-2000 |
| A. C. Perugia                    | Italia | 2000-2002 |
| Juventus F. C.                   | Italia | 2002      |
| A. C. Perugia                    | Italia | 2002-2003 |
| A. C. Parma (cedido)             | Italia | 2003-2004 |
| Juventus F. C.                   | Italia | 2004-2006 |
| A. C. F. Fiorentina (cedido)     | Italia | 2006-2007 |
| S. S. C. Napoli                  | Italia | 2007-2009 |
| U. S. Palermo (cedido)           | Italia | 2009-2010 |
| S. S. C. Napoli                  | Italia | 2010-2011 |
| A. C. Parma                      | Italia | 2011      |
| U. S. Lecce                      | Italia | 2012      |
| Delfino Pescara 1936             | Italia | 2012-2013 |
| A. S. Varese 1910                | Italia | 2013-2015 |
| Chennaiyin F. C.                 | India  | 2015-2016 |
| S. S. Ischia Isolaverde          | Italia | 2016      |
| Chennaiyin F. C.                 | India  | 2016-2017 |
| Compagnia Portuale Civitavecchia | Italia | 2017      |

### Como entrenador
| Club                             | País    | Año       |
| -------------------------------- | ------- | --------- |
| Compagnia Portuale Civitavecchia | Italia  | 2017-2018 |
| Ħamrun Spartans F. C.            | Malta   | 2019-2020 |
| A. O. Ayua Napa                  | Chipre  | 2020-2021 |
| F. K. Apolonia Fier              | Albania | 2021      |
| A. O. Ayua Napa                  | Chipre  | 2021-2022 |

## Palmarés

### Campeonatos nacionales
| Título             | Equipo           | País   | Año     |
| ------------------ | ---------------- | ------ | ------- |
| Serie A (anulado)  | Juventus F. C.   | Italia | 2004-05 |
| Superliga de India | Chennaiyin F. C. | India  | 2015    |